# The Valachi Papers
The Valachi Papers is een Frans-Italiaanse misdaadfilm uit 1972 onder regie van Terence Young. Destijds werd de film in Nederland en Vlaanderen uitgebracht onder de titel Cosa Nostra.

## Verhaal
De maffiabaas Vito Genovese zet een prijs op het hoofd van Joe Valachi. Hij moet maatregelen nemen om zichzelf te beschermen, terwijl hij in de gevangenis zit. Na een mislukte moordpoging slaan de stoppen door en hij verbreekt zijn erecode als maffialid.

## Rolverdeling
| Acteur               | Personage           |
| -------------------- | ------------------- |
| Charles Bronson      | Joe Valachi         |
| Lino Ventura         | Vito Genovese       |
| Jill Ireland         | Maria Reina Valachi |
| Walter Chiari        | Dominick Petrilli   |
| Joseph Wiseman       | Salvatore Maranzano |
| Gerald S. O'Loughlin | Ryan                |
| Amedeo Nazzari       | Gaetano Reina       |
| Fausto Tozzi         | Albert Anastasia    |
| Pupella Maggio       | Letizia Reina       |
| Angelo Infanti       | Salvatore Lucania   |
| Guido Leontini       | Tony Bender         |
| María Baxa           | Donna               |
| Mario Pilar          | Salierno            |
| Franco Borelli       | Buster              |
| Alessandro Sperli    | Giuseppe Masseria   |